# Тетенко Артем Олександрович
Арте́м Олекса́ндрович Тете́нко (нар. 12 лютого 1991 року, Стаханов) — український футболіст, воротар донецького «Шахтаря». За юнацькі збірні України провів 17 ігор, в яких пропустив 29 м'ячів. У складі «Шахтаря» наразі не провів жодного матчу.